# A Happening in Central Park
A Happening in Central Park é o primeiro álbum ao vivo da cantora americana Barbra Streisand, gravado em um show no Central Park, de Nova York, em 17 de junho de 1967, para um público de mais de cem mil pessoas.
Um especial de TV homônimo, feito pela CBS, foi ao ar em 1968, e da mesma forma que o álbum, traz momentos selecionados do show ao vivo que originalmente consistia de trinta e três canções.
Streisand desenvolveu medo de palco após a apresentação o que a fez se apresentar em poucas ocasiões nos anos subsequentes. De acordo com a cantora: "Eu esqueci as letras [das músicas] na frente de 125.000 pessoas - e não aceitei isso numa boa", "Fiquei chocada; fiquei apavorada. Isso me impediu de me apresentar por todos esses anos". Ela disse ao ABC News que: "Eu não cantei e me escondi das pessoas por 27 anos por causa daquela noite... Eu pensava, 'Deus, acho que não... E se eu esquecer as palavras de novo?'"
A recepção da crítica especializada em música foi favorável. Em sua crítica para o site AllMusic, William Ruhlmann o avaliou com três estrelas de cinco e escreveu que  "Streisand provou ser uma artista charmosa e divertida ao vivo e, como sempre, uma ótima cantora".
Comercialmente, na parada de sucessos Billboard 200, atingiu a posição de número trinta e recebeu um disco de ouro da Recording Industry Association of America (RIAA), em 1990, por mais de 500 mil cópias vendidas nos Estados Unidos.
Em 1 de novembro de 1986, a revista Billboard anunciou que uma fita VHS com o especial seria lançada via CBS/Fox Video, com uma nova introdução feita por Barbra falando sobre sua experiência no evento. Em 2005, a Columbia lançou uma caixa que continha cinco DVDs, cada um com os cinco especiais de TV que a cantora lançou nas décadas de 1960 e 1970, incluindo o especial "A Happening In Central Park", o DVD foi lançado individualmente em 2007.
Em 2018, a cantora revelou em seu twitter que o especial, junto com outros lançados na caixa, poderiam ser assistidos via streaming no Netflix naquele mesmo ano.

## Lista de faixas
- Créditos adaptados do encarte do LP A Happening in Central Park, de 1968,[11] e do DVD, de 2006.[12]

| N.º | Título                                                                                        | Compositor(es)                                                                                                  | Duração |  |
| 1.  | "I Can See It"                                                                                | Tom Jones, Harvey Schmidt                                                                                       | 2:58    |  |
| 2.  | "Love Is Like a New Born Child"                                                               | Chris Brown | 2:55    |  |
| 3.  | "Folk Monologue/Value"                                                                        | Jeffrey D. Harris                                                                                               | 4:45    |  |
| 4.  | "Cry Me A River"                                                                              | Arthur Hamilton                                                                                                 | 3:05    |  |
| 5.  | "People"                                                                                      | Bob Merrill, Jule Styne                                                                                         | 4:43    |  |
| 6.  | "He Touched Me"                                                                               | Ira Levin, Schaeffer                                                                                            | 3:07    |  |
| 7.  | "Medley: "Marty the Martian/The Sound of Music/Mississippi Mud/Santa Claus Is Coming to Town" | Harris – Richard Rodgers, Oscar Hammerstein II – Harry Barris, James Cavanaugh – J. Fred Coots, Haven Gillespie | 2:40    |  |
| 8.  | "Natural Sounds"                                                                              | Lan O'Kun | 3:08    |  |
| 9.  | "Second Hand Rose"                                                                            | James F. Hanley, Grant Clarke                                                                                   | 3:01    |  |
| 10. | "Sleep in Heavenly Peace" (Silent Night)                                                      | Franz Gruber, John Freeman Young                                                                                | 3:34    |  |
| 11. | "Happy Days Are Here Again"                                                                   | Milton Ager, Jack Yellen                                                                                        | 3:19    |  |

| Faixas do DVD |                                                                                     |         |  |
| N.º           | Título                                                                              | Duração |  |
| 1.            | "Introduction"                                                                      |         |  |
| 2.            | "The Nearness Of You"                                                               |         |  |
| 3.            | "Down With Love"                                                                    |         |  |
| 4.            | "Love Is Like A New Born Child"                                                     |         |  |
| 5.            | "Cry Me A River"                                                                    |         |  |
| 6.            | "Folk Monologue/Value"                                                              |         |  |
| 7.            | "I Can See It; The Sound Of Music; Mississippi Mud; Santa Clause Is Coming To Town" |         |  |
| 8.            | "Love Is Bore"                                                                      |         |  |
| 9.            | "He Touched Me"                                                                     |         |  |
| 10.           | "English Folk Song"                                                                 |         |  |
| 11.           | "I'm All Smiles"                                                                    |         |  |
| 12.           | "Marty The Martian"                                                                 |         |  |
| 13.           | "Natural Sounds"                                                                    |         |  |
| 14.           | "Second Hand Rose"                                                                  |         |  |
| 15.           | "People"                                                                            |         |  |
| 16.           | "Silent Night" (Sleep In Heavenly Peace)                                            |         |  |
| 17.           | "Happy Days Are Here Again"                                                         |         |  |